# Liška (houba)
Liška je české označení pro liškovité houby rodu Cantharellus, Craterellus a Pseudocraterellus, český název mají však jen některé druhy. Také je alternativním rodovým názvem dvou dalších druhů rouškatých stopkovýtrusých hub. Kalichovka Rickenova (Arrhenia rickenii) se také nazývá liška pohárkovitá a liškovec spáleništní (Faerberia carbonaria) je znám také jako liška spáleništní.
| řád                         | čeleď                          | rod               | druh                                                                           | latinsky | fotografie |
| --------------------------- | ------------------------------ | ----------------- | ------------------------------------------------------------------------------ | --- | ---------- |
| liškotvaré (Cantharellales) | liškovité (Cantharellaceae)    | Cantharellus      | liška ametystová (= liška obecná var. ametystová)                              | Cantharellus amethysteus (Quél.) Sacc. 1887 synonyma: Cantharellus cibarius var. amethysteus Quél. 1883 Craterellus amethysteus (Quél.) Quél. 1888 Merulius amethysteus (Quél.) Kuntze 1891                                                                       |            |
| liškotvaré (Cantharellales) | liškovité (Cantharellaceae)    | Cantharellus      | liška bledá (= liška blednoucí)                                                | Cantharellus pallens Pilát 1959 synonyma: Cantharellus subpruinosus Eyssart. & Buyck 2000 Cantharellus pallidus Velen. |            |
| liškotvaré (Cantharellales) | liškovité (Cantharellaceae)    | Cantharellus      | liška Friesova                                                                 | Cantharellus friesii Welw. & Curr. 1869Cantharellus friesii Quél. synonymum: Merulius friesii (Quél.) Kuntze 1891 |            |
| liškotvaré (Cantharellales) | liškovité (Cantharellaceae)    | Cantharellus      | liška obecná                                                                   | Cantharellus cibarius Fr. 1821 synonyma: Cantharellus alborufescens (Malençon) Papetti & S. Alberti 1999 Cantharellus edulis Sacc. 1916 Cantharellus neglectus (M. Souché) Eyssart. & Buyck 2000 Cantharellus rufipes Gillet 1874 Cantharellus vulgaris Gray 1821 |            |
| liškotvaré (Cantharellales) | liškovité (Cantharellaceae)    | Cantharellus      | liška rezavějící                                                               | Cantharellus ferruginascens P.D. Orton synonymum: Cantharellus cibarius var. ferruginascens (P.D. Orton) Courtec. |            |
| liškotvaré (Cantharellales) | liškovité (Cantharellaceae)    | Cantharellus      | liška šedá                                                                     | Cantharellus cinereus Pers. 1794 synonyma: Craterellus cinereus (Pers.) Pers. 1825 Pseudocraterellus cinereus (Pers.) Kalamees |            |
| liškotvaré (Cantharellales) | liškovité (Cantharellaceae)    | Cantharellus      | liška žlutavá (= liška nažloutlá)                                              | Cantharellus lutescens (Pers.) Fr. 1821 synonyma: Cantharellus aurora (Batsch) Kuyper 1991 Cantharellus xanthopus (Pers.) Duby 1830 Craterellus lutescens (Pers.) Fr. 1838                                                                                        |            |
| liškotvaré (Cantharellales) | liškovité (Cantharellaceae)    | Cantharellus      | liška žlutofialová (= liška černající)                                         | Cantharellus melanoxeros Desm. 1830 synonyma: Craterellus melanoxeros (Desm.) Pérez-De-Greg. 2000 |            |
| liškotvaré (Cantharellales) | liškovité (Cantharellaceae)    | Craterellus       | liška nálevkovitá (= liška rourkovitá)                                         | Cantharellus tubaeformis Fr. 1821 synonyma: Craterellus tubaeformis (Fr.) Quél. 1888 |            |
| liškotvaré (Cantharellales) | liškovité (Cantharellaceae)    | Pseudocraterellus | stroček kadeřavý (= liška kadeřavá)                                            | Pseudocraterellus sinuosus (Fr.) Corner 1958 synonyma: Craterellus pusillus (Fr.) Pers. 1825 Craterellus undulatus (Pers.) Redeuilh 2004 Pseudocraterellus undulatus (Pers.) Rauschert 1987 Pseudocraterellus sinuosus (Fr.) D.A. Reid Cantharellus sinuosus Fr.  |            |
| chorošotvaré (Polyporales)  | chorošovité (Polyporaceae)     | Faerberia         | liškovec spáleništnísynonyma: liška spáleništní liškovec uhelnýliškovec uhlový | Faerberia carbonaria (Alb. & Schwein.) Pouzar 1981 synonyma: Cantharellus carbonarius (Alb. & Schwein.) Fr. Geopetalum carbonarium (Alb. & Schwein.) Pat. |            |
| pečárkotvaré (Agaricales)   | čirůvkovité (Tricholomataceae) | Arrhenia          | kalichovka Rickenova (= liška pohárkovitá)                                     | Arrhenia rickenii (Hora) Watling synonyma: Omphalina rickenii Singer ex Hora Leptotus rickenii (Hora) Singer Phaeotellus rickenii (Singer ex Hora) Bon Cantharellus cupulatus Fr. 1838 Omphalina cupulata (Fr.) P.D. Orton                                        |            |